# Келме
Келме (литв. Kelmė, рус. Кельмы, пољ. Kielmy) је град у Литванији, у средишњем делу земље. Келме је седиште истоимене општине Келме у оквиру округа Шауљај.
Келме је по последњем попису из 2010. године имао 9.967 становника.

## Партнерски градови
- Ходмезевашархељ
- Билгорај
- Огре